# Saint-Martin-d'Armagnac
 Saint-Martin-d'Armagnac  là một xã của tỉnh Gers, thuộc vùng Occitanie, tây nam nước Pháp.